# François-Joseph Lestiboudois
François-Joseph Lestiboudois (? 1759 - Rijsel 1815) was een Franse geneesheer en botanicus. 

## Botanicus
François-Joseph Lestiboudois was de zoon van de Rijselse geneesheer en hoofdapotheker van het Franse leger Jean-Baptiste Lestiboudois (1715-1804), vanaf 1770 hoogleraar botanica in Rijsel en medepromotor in Frankrijk, samen met Antoine-Augustin Parmentier (1737-1813), van de aardappel die al méér dan een eeuw in West-Vlaanderen was ingeburgerd maar slechts moeizaam en laat de zuidergrens overstak. 

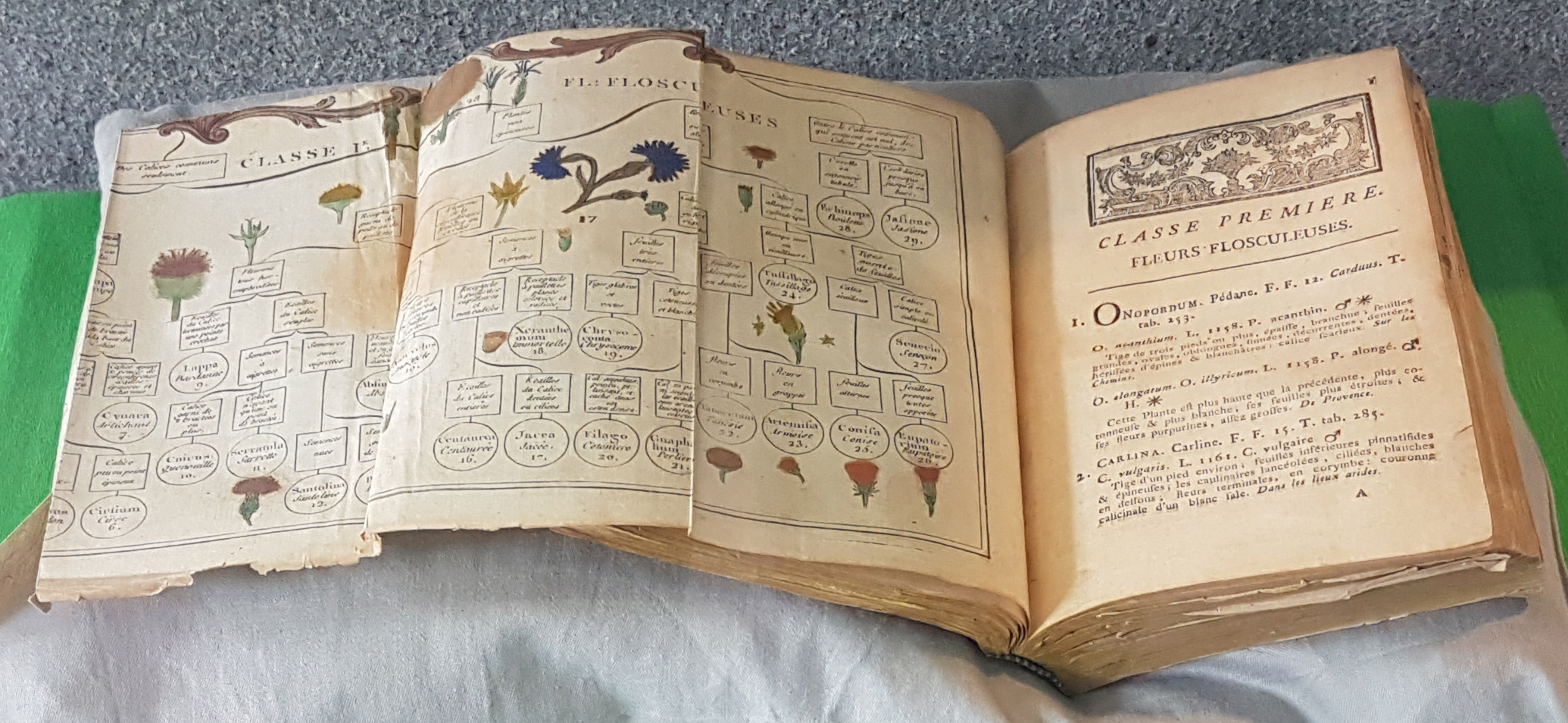
Botanographie belgique, enz. (Rijsel, 1781)

In 1781 publiceerde de in Rijsel hoogleraar in de botanica geworden François-Joseph Lestiboudois zijn Botanographie Belgique, ou méthode pour connaître facilement toutes les plantes qui croissent naturellement ou que l’on cultive dans les provinces septentrionales de la France. Het boek bevatte de beschrijving van de verschillende botanische systemen en van de gecultiveerde planten in Noord-Frankrijk en de Zuidelijke Nederlanden, een woordenboek en 23 synoptische tabellen. Er kwam een tweede uitgave in 1799.
De zoon van François-Joseph, Gaspard Thémistocle Lestiboudois (Rijsel 12 augustus 1797 - Parijs 22 november 1876), eveneens hoogleraar botanica in Rijsel, publiceerde een volledig herwerkte uitgave in 1827.

## Publicaties
- Botanographie belgique, ou Méthode pour connoître facilement toutes les plantes qui croissent naturellement, ou que l'on cultive communément dans les provinces septentrionales de la France. A Lille, de l'imprimerie de J. B. Henry, 1781. 8, XLVIII, 334, [2] p., [23] dépl. d'ill.
- Abrégé élémentaire de l'histoire naturelle des animaux.